# 829
829(팔백이십구)는 828보다 크고 830보다 작은 자연수다.

## 수학
- 145번째 소수(素數)다. 앞의 소수는 쌍둥이 소수인 827, 다음 소수는 839다.
- 24번째 중심있는 삼각수다. 앞의 중심있는 삼각수는 760, 다음은 901이다.
- 피타고라스 삼조의 빗변의 길이이다. ({\displaystyle 540^{2}+629^{2}=829^{2}})[a]
- {\displaystyle 829=271+277+281}
  - 연속하는 세 소수(素數)의 합으로 나타낼 수 있는 수다. 이 성질을 지닌 앞의 수는 817, 다음 수는 841이다.
- {\displaystyle 829=10^{2}+27^{2}}
  - 연속하는 두 십각수의 제곱합으로 나타낼 수 있는 수다. 이 성질을 지닌 앞의 수는 101, 다음 수는 3433이다.
- {\displaystyle 5^{9}-1}은 829로 나누어떨어진다.

## 과학
- NGC 829(독일어판, 프랑스어판): 고래자리 방향에 있는 막대나선은하.
- 829 아카데미아(영어판): 소행성.
- 글리제 829(영어판): 페가수스자리 방향에 있는 적색왜성.

## 교통
- 829번 지방도: 전라남도 강진군 군동면에서 성전면까지 이어지던 대한민국의 과거 지방도.
- 829번 홋카이도도(일본어판)

## 군사
- 829 해군 항공대(영어판): 과거 존재한 영국의 해군 항공대.

## 문화유산
- 대한민국의 보물 제829호: 강진 금곡사 삼층석탑

## 기타
- 날짜: 8월 29일
- 연도: 829년, 기원전 829년